# .fr
.fr este un domeniu de internet de nivel superior, pentru Franța (ccTLD).